# Caterham Cars

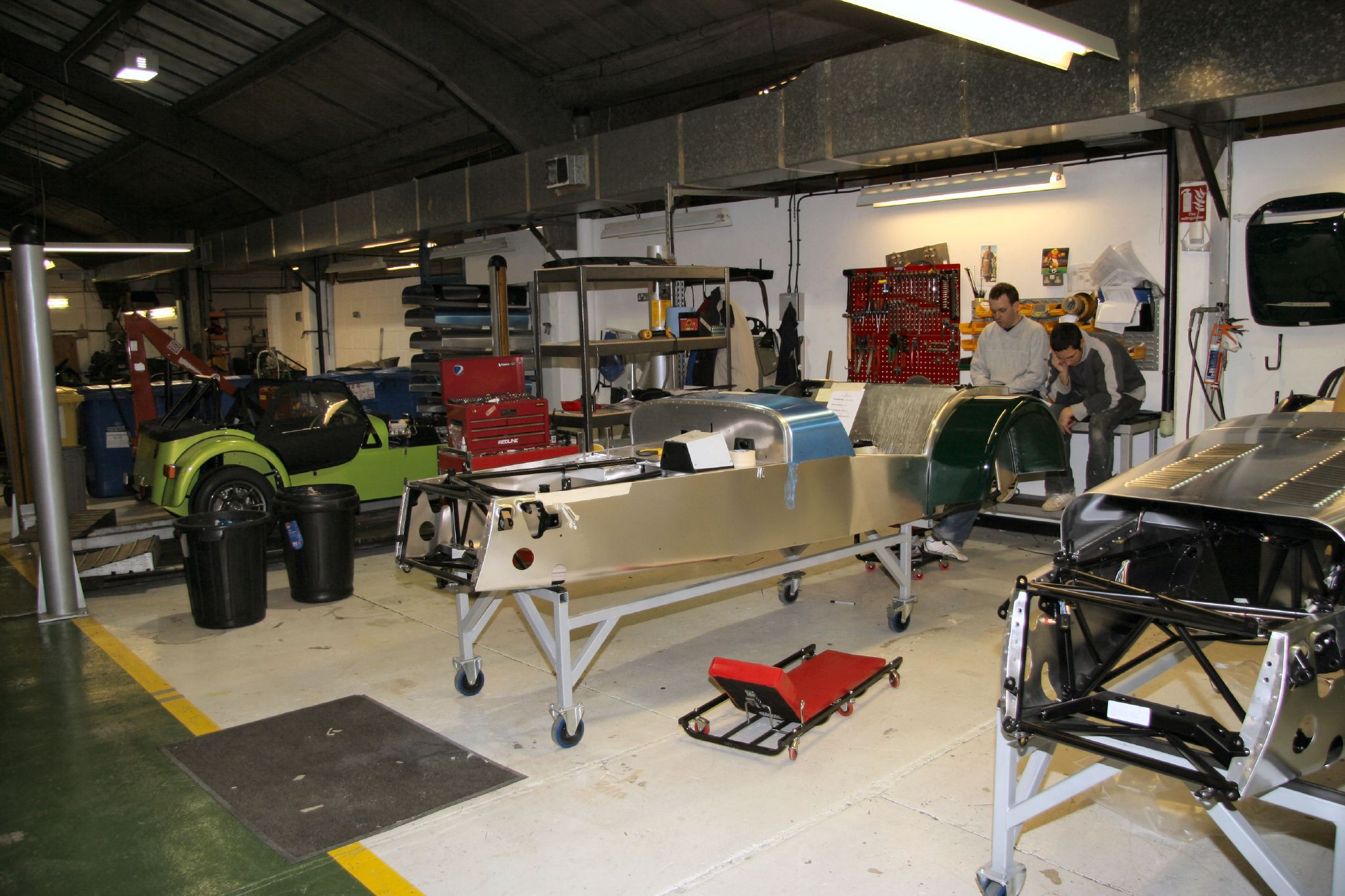
Caterham Cars im Jahr 2007

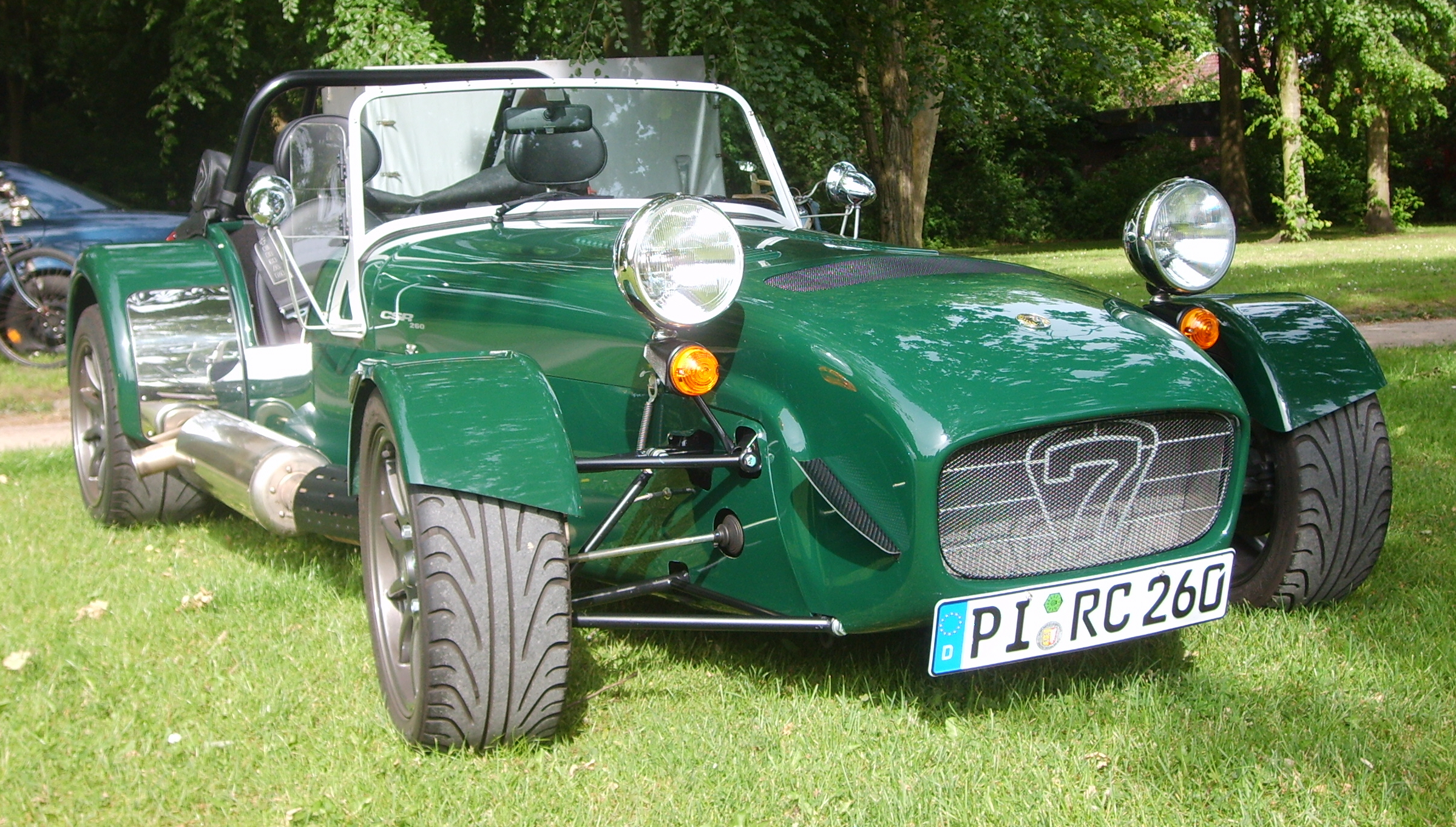
Caterham CSR 260

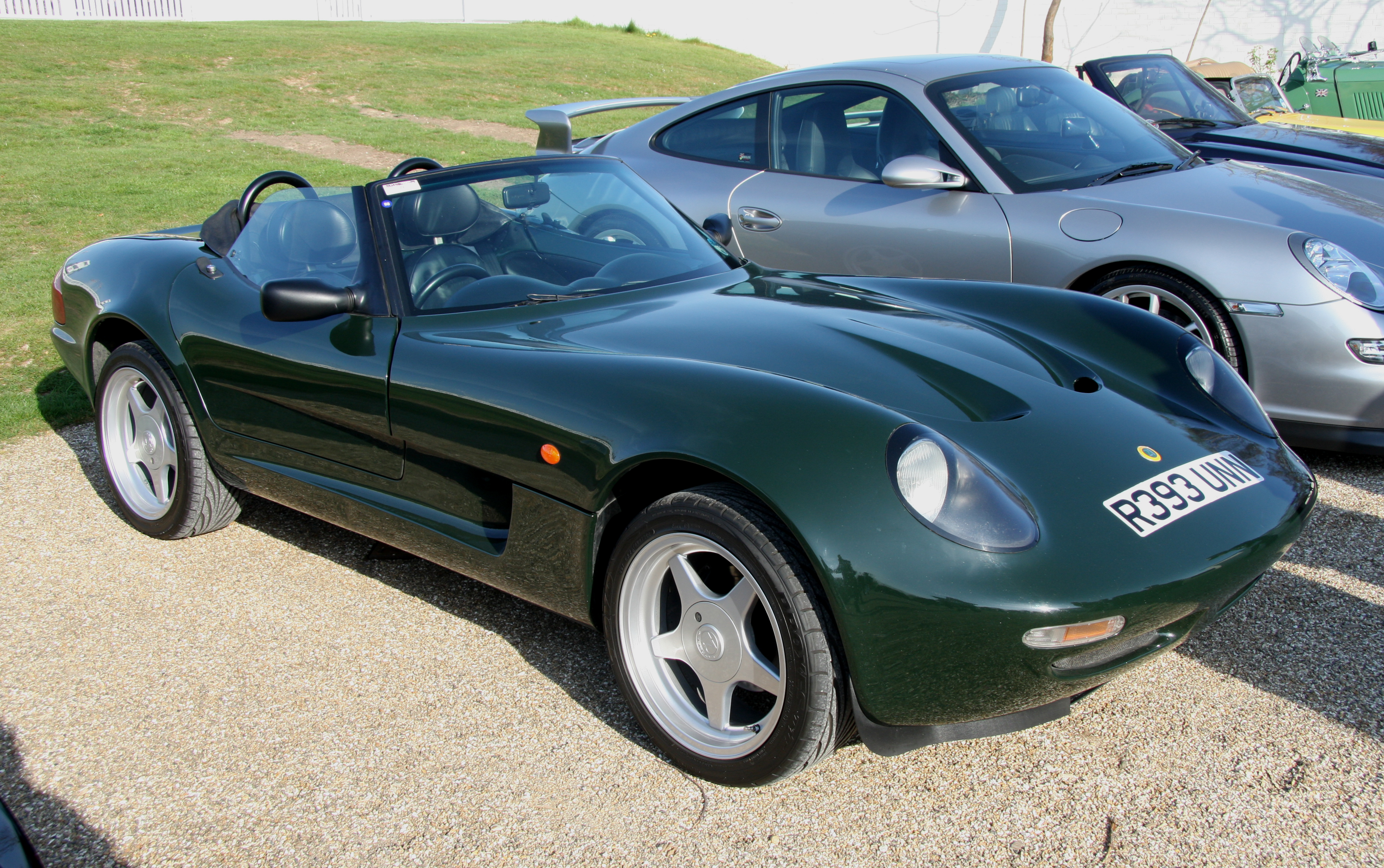
Caterham 21

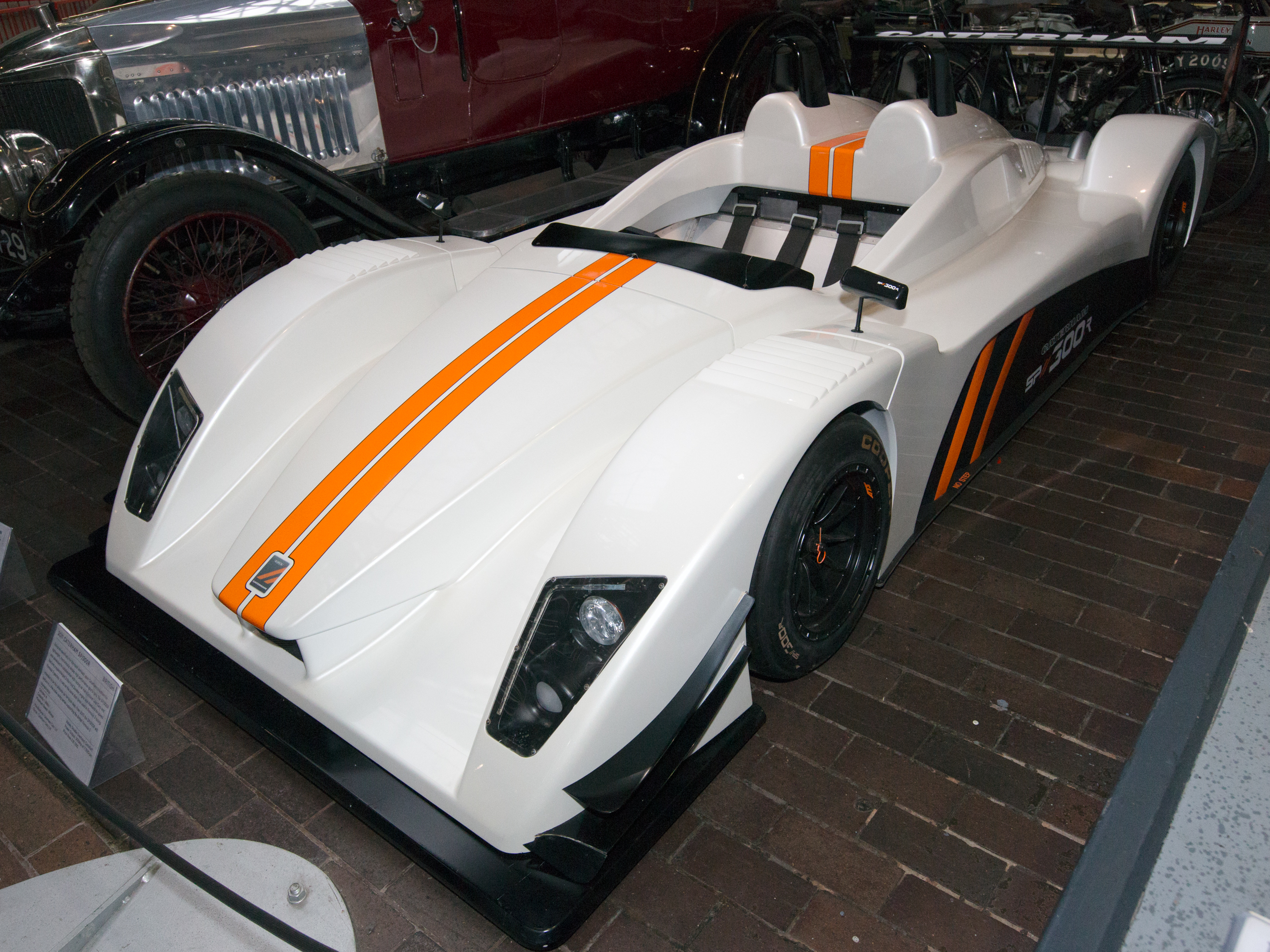
Caterham SP/300R

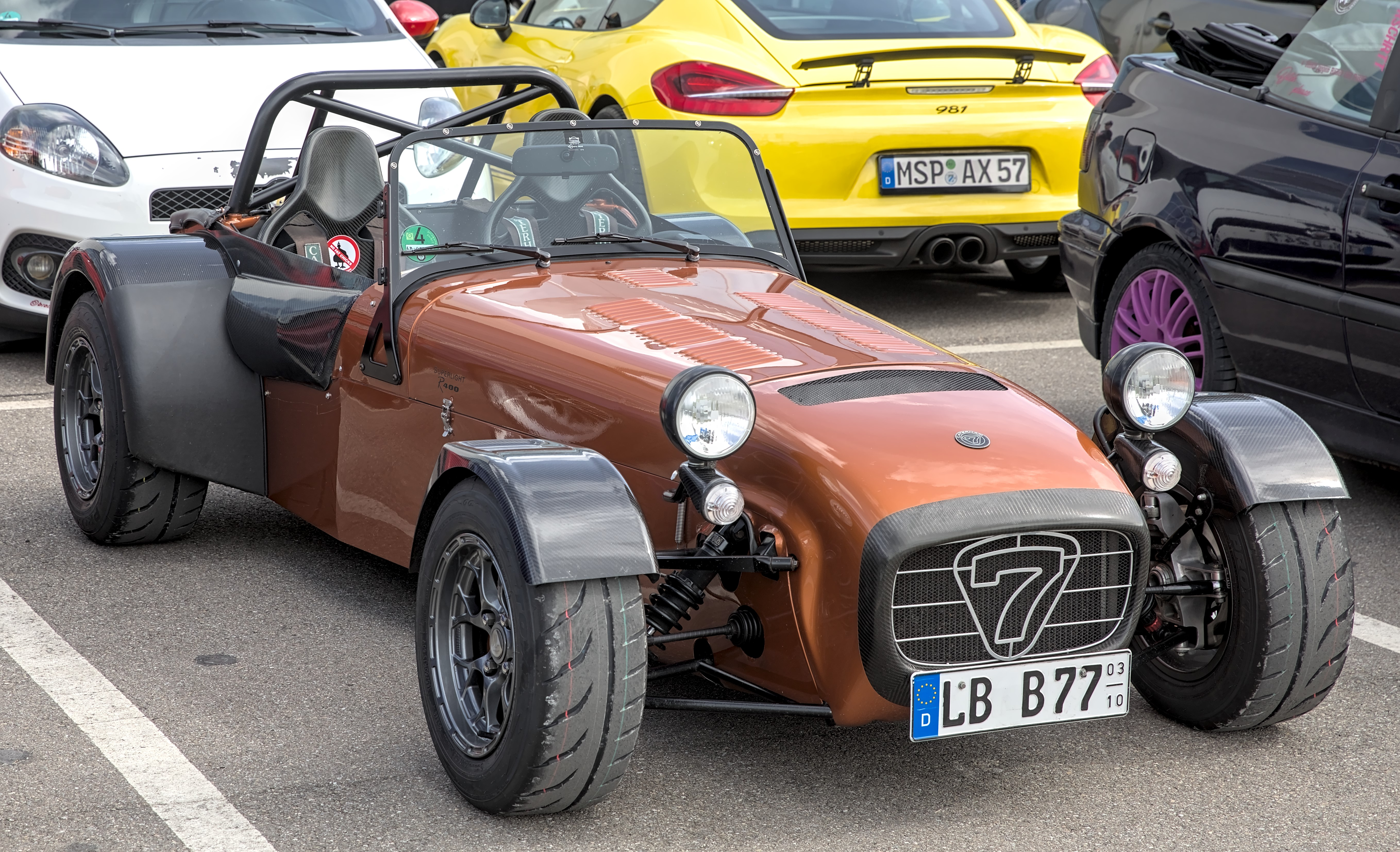
Caterham R 400 Superlight

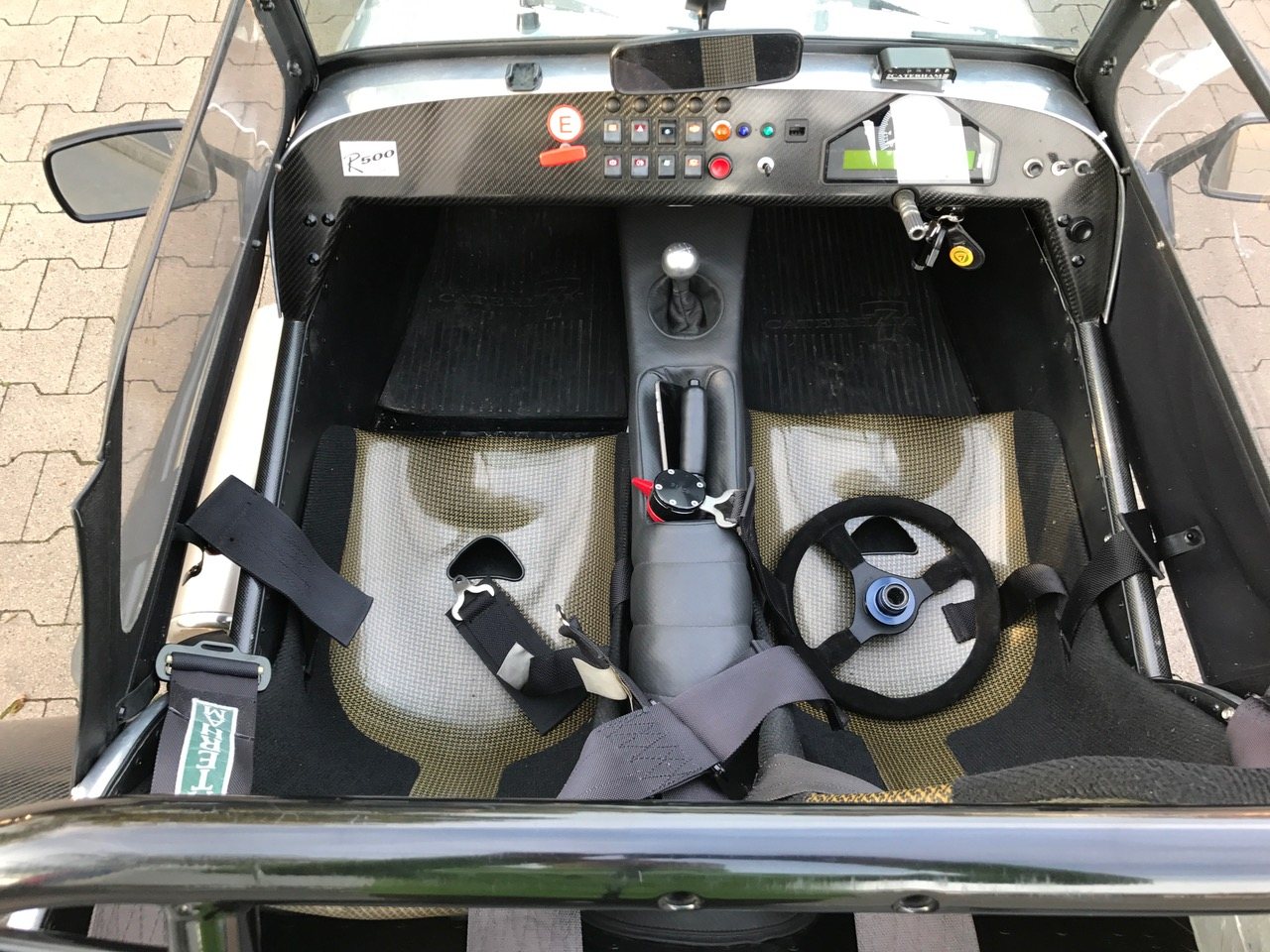
Cockpit Caterham R 500

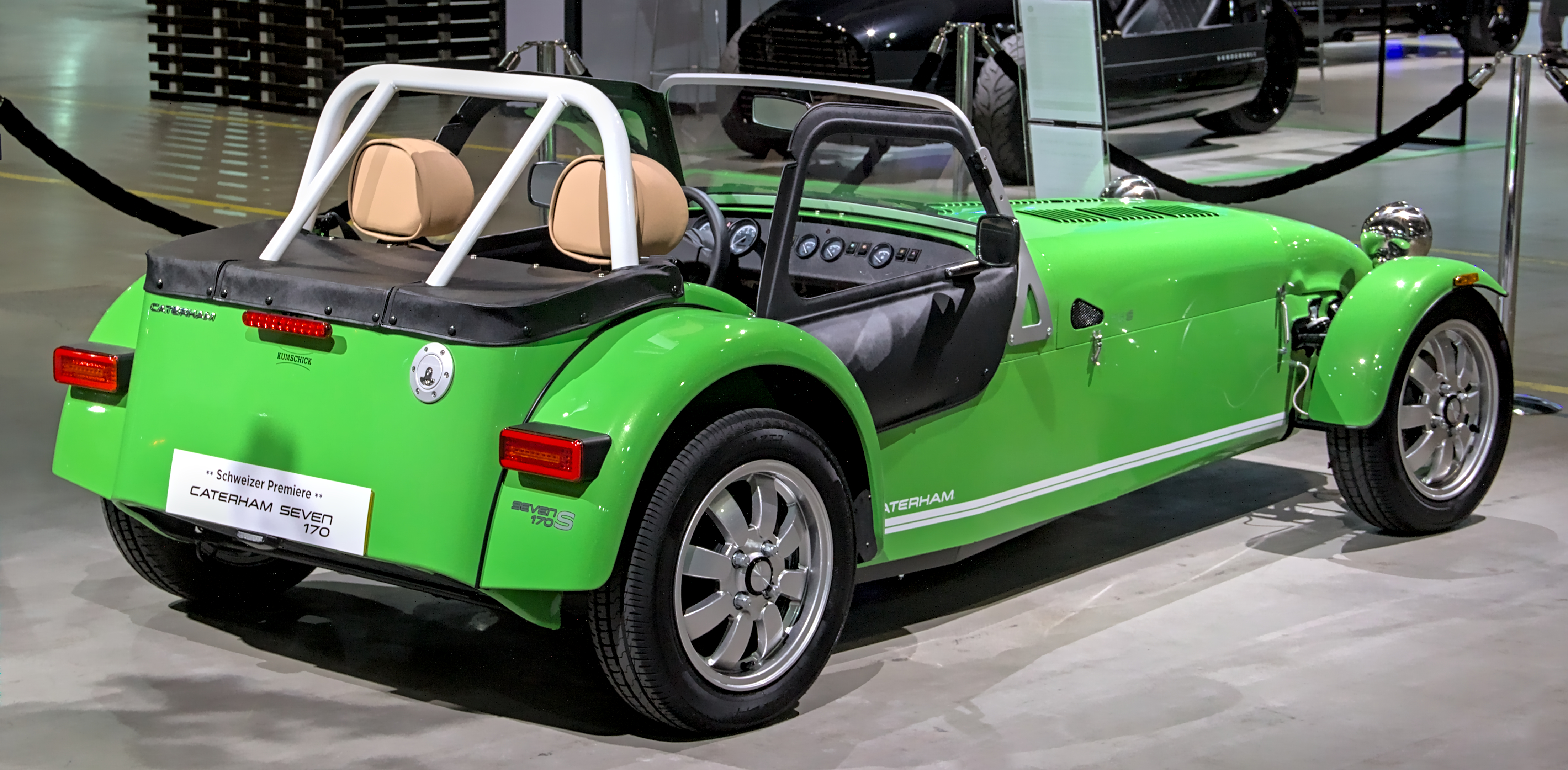
Caterham 170

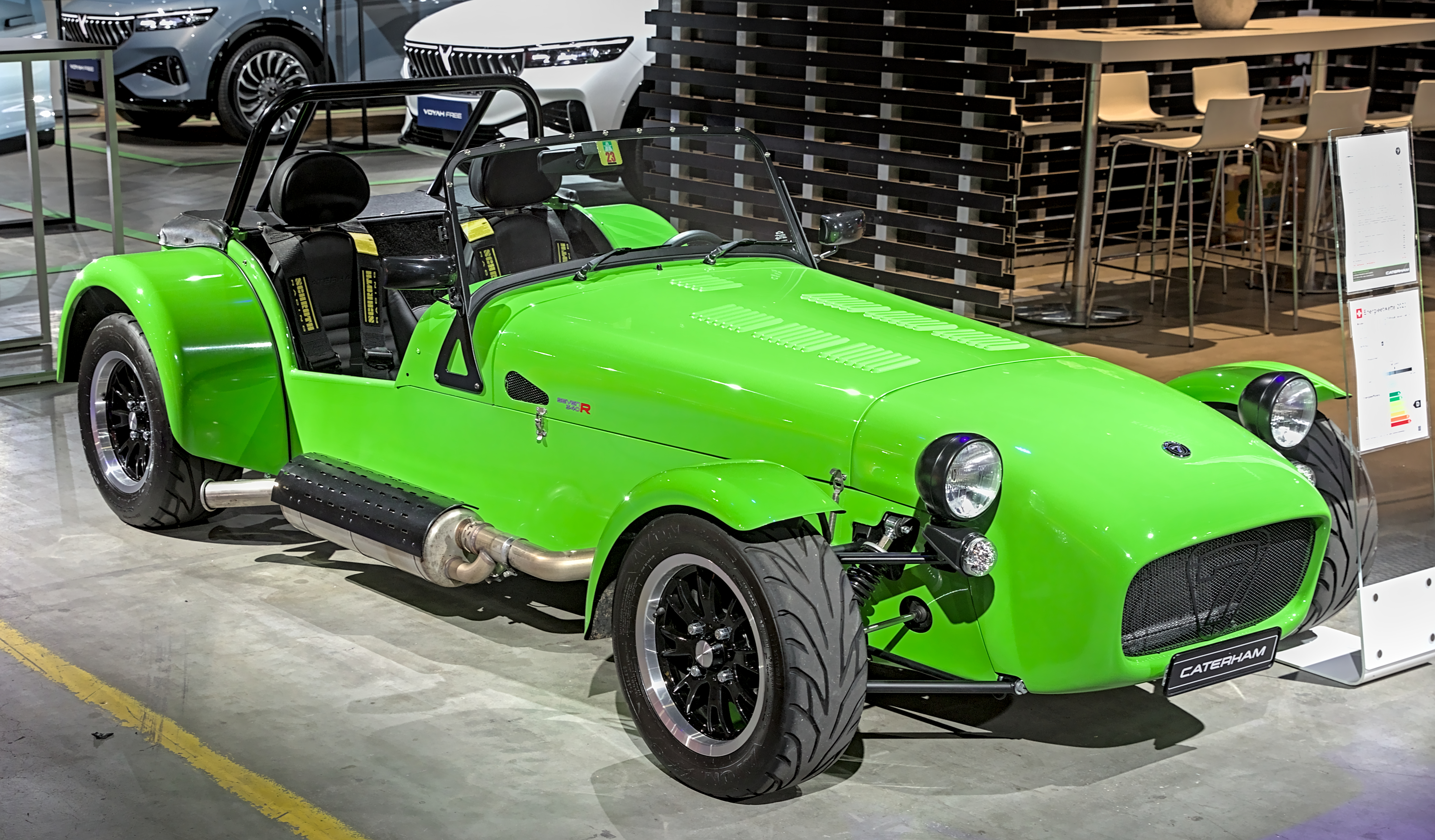
Caterham 340 R

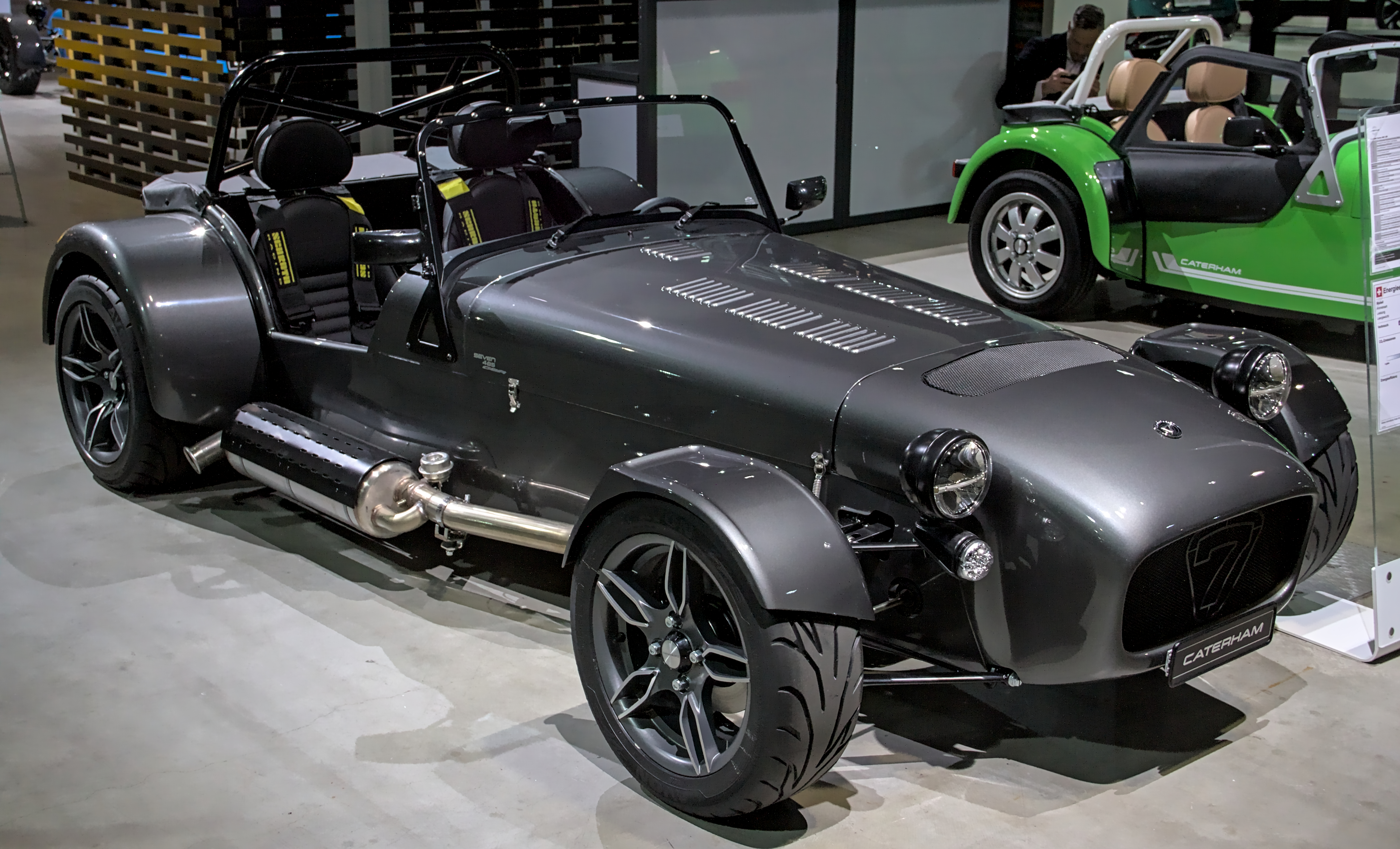
Caterham 485 CSR

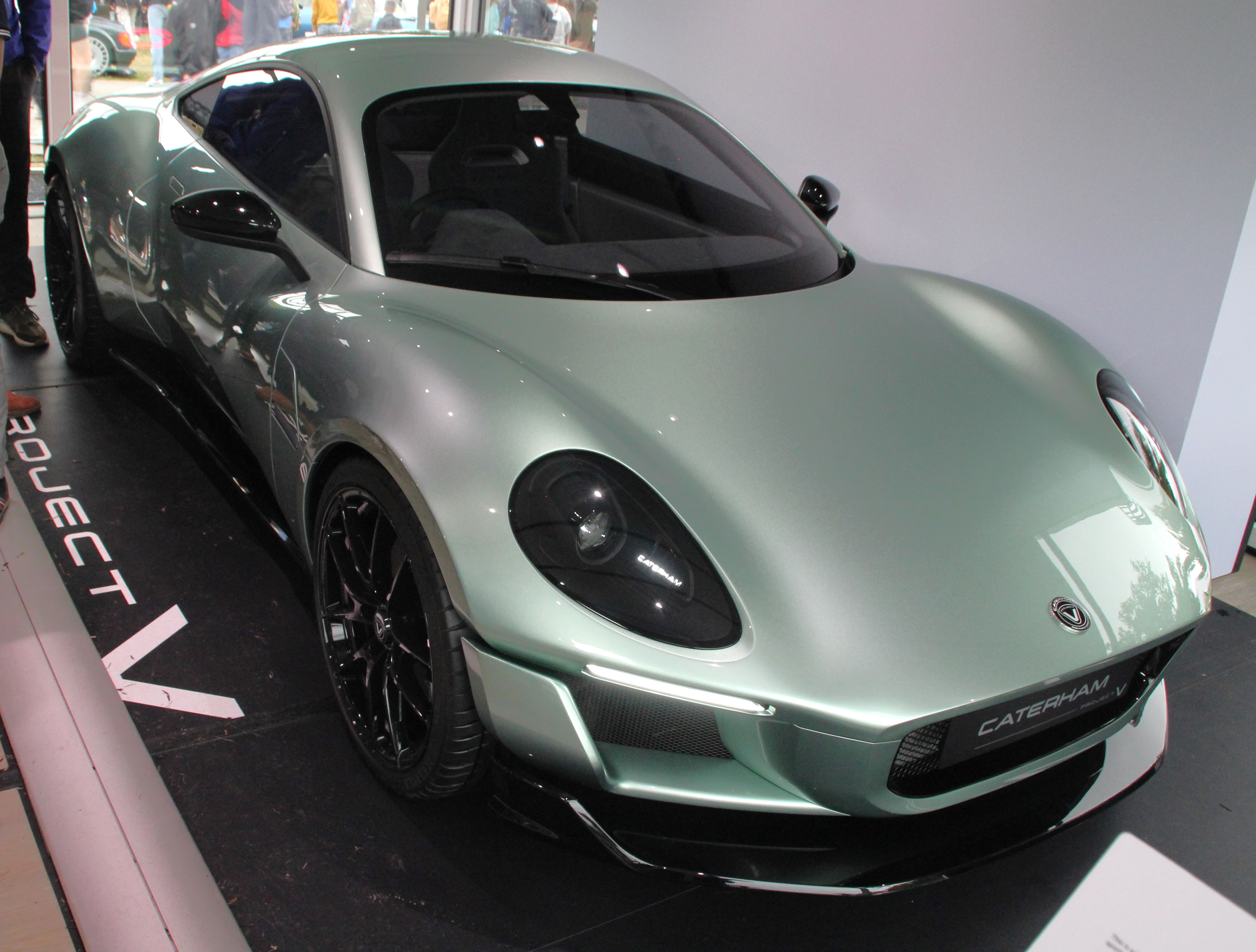
Caterham Project V

Caterham Cars, bis zum Jahr 1989 Seven Cars, ist ein Automobilhersteller in England, der auf Sportwagen spezialisiert ist.
Das Unternehmen wurde von Graham Nearn gegründet, der in Caterham (Surrey) im Tandridge District als Händler von Lotus Cars ansässig war. Nachdem Lotus im Jahr 1972 mangels Liquidität die Herstellung des Lotus Seven beendet hatte, kaufte Nearn im Jahr 1973 die Rechte an der Konstruktion, gründete das Unternehmen am 23. Mai 1974 und nahm anschließend die Fertigung wieder auf.

## Modelle
Nearn produzierte nicht die letzte Version des Lotus Seven weiter, die Serie 4 mit größerer Karosserie und umstrittener Formgebung, sondern mit wenigen Modifikationen die vorhergehende Serie 3.
Im Lauf der Jahre lancierte Caterham eine Vielzahl von Varianten des Seven, denen unterschiedliche Motoren zum Antrieb dienten: vom altbewährten Ford-Vierzylinder der Kent-Serie mit 1300 oder 1600 cm³ über den Lotus Twin-Cam-Doppelnockenwellenmotor, den Cosworth BD, Vauxhall/Opel-Motoren bis hin zum Motorradmotor der Honda Blackbird. Seit Mitte der 1990er Jahre verwendete man Rover-Motoren der K-Serie mit 1400, 1600 oder 1800 cm³, darunter den VVC-Motor (mit variabler Ventilsteuerung) aus dem MGF. Im Januar 2007 wurden die kleineren Rover-Motoren durch den 1,6l-Zetec-S-Motor von Ford ersetzt, der in unterschiedlichen Versionen von 85 bis 110 kW (115–150 PS) angeboten wird.
Technisch erfuhr der Seven im Lauf der Zeit etliche Veränderungen. Ab 1985 war anstelle der starren Hinterachse auch eine De-Dion-Achse lieferbar, die das Fahrverhalten verbesserte. Mehrfach wurde der Rahmen versteift und seit 1995 ist auch ein von Caterham selbst entwickeltes Sechsganggetriebe verfügbar. 2001 überarbeitete Caterham das Konzept und entwickelte den Superlight R500. Dieser basiert weiterhin auf dem 1,8-Liter-Motor der Rover K-Serie, wurde aber von Minister Racing Engines auf rund 230 bhp (172 kW) bei 8600/min leistungsgesteigert. Die Leermasse des Fahrzeuges beträgt 460 kg. Damit beschleunigt er in 8,2 (bzw. 8,8) Sekunden von 0 auf 100 Meilen pro Stunde. Durch das eingetragene Standgeräusch von 106 dB (A), Einzeldrosselklappenanlage sowie ein abnehmbares Lenkrad wurde eine Zulassung in Deutschland zunächst nur möglich, wenn das Fahrzeug zuerst im Vereinigten Königreich zugelassen worden war. Daher sind alle zugelassenen Fahrzeuge Rechtslenker. Der R500 war ursprünglich als Bausatz erhältlich, später wurde er nur noch als fertiges Fahrzeug vertrieben. Die Weiterentwicklung R500 Evo wurde 2004 auf den Markt gebracht und leistete mit einem auf 1.998 cm³ vergrößerten Hubraum 268 hp (200 kW). Mit einem Verkaufspreis von 42.000 Pfund verkaufte sich der R500 EVO schlecht – es wird allgemein angenommen, dass nur drei Exemplare verkauft wurden. Es gelangen mit ihm jedoch einige Rekorde, die teilweise bis heute Bestand haben. Der R500 Evo blieb bis Ende 2006 das schnellste Serienauto, das vom EVO-Magazin auf dem Bedford Autodrome West Circuit getestet wurde.
2005 stellte Caterham unter einer neuen Geschäftsleitung mit dem CSR die wohl umfassendste Modelländerung seit der Lotus-Seven-Serie 4 vor. Der neu konstruierte CSR-Rahmen ist länger, breiter und wesentlich steifer. Er wird nicht mehr in Handarbeit gelötet, sondern von Robotern geschweißt. Der CSR hat rundum Einzelradaufhängung und vorne im Formel-1-Stil innenliegende Federn und Dämpfer. Als Motor wird ein von Cosworth überarbeiteter 2,3-l-Ford-Duratec mit 149 oder 194 kW (200/260 bhp) angeboten. Das ist der bislang stärkste Motor in einem Serien-Caterham.
Der Seven ist ein so genanntes Kit Car, ein Bausatz-Auto zum Selberbauen. Kit Cars wurden in den 1960er Jahren in England erfunden, um so die damals sehr hohe Neuwagensteuer zu umgehen.
Auch wenn es diese hohe Neuwagensteuer nicht mehr gibt, bietet Caterham seine Wagen immer noch zum Selberbauen an. Alternativ kann man die Fahrzeuge für einen Mehrpreis im Caterham-Werk zusammenbauen lassen. Im Gegensatz zum klassischen Kit Car, bei dem außer dem Rahmen die meisten Bauteile von Großserienfahrzeugen übernommen wurden (häufig auch als Gebrauchtteile), sind heute fast alle Baugruppen des Seven speziell für dieses Fahrzeug hergestellt oder zumindest für den Einsatz tiefgreifend modifiziert. Die durch den Selbstbau erzielbare Kosteneinsparung hat dadurch faktisch immer weiter abgenommen und beträgt heute (Stand Mai 2006) ca. 4000 EUR, was je nach Modellausführung ca. 7 bis 15 % entspricht.
Kein großer Erfolg war der Versuch, mit dem Caterham 21 eine eigenständige zweite Modellreihe anzubieten; von 1995 bis 1999 entstanden lediglich 49 Exemplare dieses gemäßigten Roadsters.
Im Januar 2011 überraschte Caterham Cars mit dem SP/300R, einer modernen Neukonstruktion eines Rennwagens in Zusammenarbeit mit Lola Cars.
Im April 2011 kauften Tony Fernandes und sein Geschäftspartner in der Formel 1, dort im Rechtsstreit mit Lotus Cars um den Namen Team Lotus, das Unternehmen Caterham Cars.
Auf dem Tokyo Auto Salon 2017 wurde der Seven 165 in seiner Originalversion mit 80 PS als Kei-Car präsentiert. Eigentlich limitiert die Kei-Car-Norm Fahrzeuge auf 64 PS, jedoch wurde die gedrosselte Version wegen Zulassungsbestimmungen nicht genehmigt, dafür die PS-stärkere Originalversion. Japan ist nach Frankreich der zweitwichtigste Exportmarkt für Caterham Cars.
Die Typenbezeichnungen der aktuellen Modelle entsprechen jeweils der doppelten Leistung. Die Modellnummer entspricht so etwa der Leistung je Tonne Gewicht. Für den EU-Markt endet die Modellnummer statt mit einer „0“ mit einer „5“. Dies signalisiert die Konformität zur Abgas-Norm Euro 5 bzw. Euro 6.
Am 31. März 2021 übernahm der japanische Autohändler VT Holding die Firma.
Anlässlich des Goodwood Festival of Speed präsentierte Caterham im Juli 2023 das vollelektrisch angetriebene Konzeptfahrzeug Project V. Es ist 4,26 Meter lang und hat einen 200 kW (272 PS) starken Elektromotor an der Hinterachse. Aus dem Stand auf 100 km/h soll der Project V in unter 4,5 Sekunden beschleunigen, die Höchstgeschwindigkeit wird mit 230 km/h angegeben. Im Oktober 2024 wurde die Entwicklung eines Serienfahrzeugs auf Basis des Project V angekündigt, wobei der Antrieb von Yamaha Motor beigesteuert wird. Die Produktion soll 2026 starten.

## Technische Daten: Caterham Seven
|                                             | Seven 160/165           | Seven 170 (1)           | Seven 270/275           | Seven 340 (1)           | Seven 355               | Seven 480/485 (1)       | Seven R 500             | Seven 620 R               |
| Motorkenndaten                              |                         |                         |                         |                         |                         |                         |                         |                           |
| Motortyp                                    | R3-Ottomotor            | R3-Ottomotor            | R4-Ottomotor            | R4-Ottomotor            | R4-Ottomotor            | R4-Ottomotor            | R4-Ottomotor            | R4-Ottomotor              |
| Motoraufladung                              | Turbolader              | Turbolader              | —                       | —                       |                         |                         |                         | Supercharged (Kompressor) |
| Hubraum                                     | 660 cm³                 | 660 cm³                 | 1596 cm³                | 1998 cm³                | 1999 cm³                | 1999 cm³                | 1999 cm³                | 1999 cm³                  |
| max. Leistung bei min−1                     | 59 kW (80 PS) / 7000    | 62 kW (84 PS) / 6500    | 100 kW (136 PS) / 6800  | 127 kW (173 PS) / 7250  | 129 kW (175 PS) / 7300  | 177 kW (241 PS) / 8500  | 197 kW (268 PS) / 7200  | 228 kW (310 PS) / 7700    |
| max. Drehmoment bei min−1                   | 145 Nm / 3400           | 116 Nm / 4000–4500      | 165 Nm / 4100           | 175 Nm / 6500           | 194 Nm / 6100           | 206 Nm / 6300           | 239 Nm / 7200           | 297 Nm / 7350             |
| Kraftübertragung                            |                         |                         |                         |                         |                         |                         |                         |                           |
| Antrieb                                     | Hinterradantrieb        | Hinterradantrieb        | Hinterradantrieb        | Hinterradantrieb        | Hinterradantrieb        | Hinterradantrieb        | Hinterradantrieb        | Hinterradantrieb          |
| Abmessungen                                 |                         |                         |                         |                         |                         |                         |                         |                           |
| Länge/Breite/Höhe                           | 3380 mm/1575 mm/1090 mm | 3100 mm/1575 mm/1090 mm | 3380 mm/1575 mm/1090 mm | 3100 mm/1575 mm/1090 mm | 3380 mm/1575 mm/1090 mm | 3380 mm/1575 mm/1090 mm | 3380 mm/1575 mm/1090 mm | 3380 mm/1575 mm/1090 mm   |
| Radstand                                    | 2225 mm                 | k. A.                   | 2225 mm                 | k. A.                   | 2225 mm                 | 2225 mm                 | 2225 mm                 | 2225 mm                   |
| Messwerte                                   |                         |                         |                         |                         |                         |                         |                         |                           |
| Höchstgeschwindigkeit                       | 160 km/h                | 170 km/h                | 196 km/h                | 209 km/h                | 225 km/h                | 225 km/h                | 241 km/h                | 250 km/h                  |
| Beschleunigung, 0–100 km/h                  | 7,5 s                   | 6,9 s                   | 5,0 s                   | k. A.                   | 4,8 s                   | 3,4 s                   | 2,9 s                   | 2,7 s                     |
| Leergewicht                                 | 490 kg                  | 440 kg                  | 540 kg                  | 560 kg                  | 560 kg                  | 525 kg                  | 460 kg                  | 545 kg                    |
| Kraftstoffverbrauch auf 100 km (kombiniert) | 4,9 l Super             | k. A.                   | 6,3 l Super             | k. A.                   | 9,0 l Super             | 9,8 l Super             | 9,3 l Super             | 7,7 l Super               |
| CO2-Emissionen (kombiniert)                 | 114 g/km                | 109 g/km                | 137 g/km                | 148 g/km                | 182 g/km                | 194 g/km                | 188 g/km                | 179 g/km                  |